# 山木通
山木通（学名：Clematis finetiana）为毛茛科铁线莲属下的一个种。

## 扩展阅读
維基物種上的相關：山木通
[在维基数据编辑]
 《植物名實圖考·山木通》，出自吳其濬《植物名實圖考》